# Telodonty
Telodonty (Thelodonti) – wymarła gromada bezżuchwowych kręgowców. Najstarsi przedstawiciele znani są ze skał wczesnosylurskich, lub nawet jeszcze późnoordowickich, ostatni wymarli w późnym dewonie. Nie wszyscy uważają telodonty za jednostkę naturalną (klad), może się okazać, że to w istocie parafiletyczna grupa obejmująca bazalnych przedstawicieli kilku grup (Pteraspidomorphi, Galeaspida, Anaspida, Osteostraci, Pituriaspida i żuchwowce). Cechą charakterystyczną telodontów są malutkie łuski pokrywające całe ciało.